# Jorgo Narjes
Jorgo Narjes (* 1991 in Köln) ist ein deutsch-griechischer Filmproduzent.

## Leben
Narjes studierte Medienkultur an der Bauhaus-Universität Weimar, die er 2015 mit einem Bachelor of Arts verließ. Anschließend studierte er Filmproduktion an der Tisch School of the Arts und dem Goldsmiths College in London, das er mit einem Master of Arts abschloss.

## Filmografie (Auswahl)
- 2016: Angst (Kurzfilm)
- 2016: Tobey (Kurzfilm)
- 2017: Rebirth Is Necessary (Kurzfilm)
- 2020: Isi & Ossi
- 2020: Der göttliche Andere
- 2021: Wild Republic
- 2024: Zeit Verbrechen